# 砂蛤總科
砂蛤總科（學名：Poromyoidea），又名孔螂总科，是异韧带总目筍螂目之下的一個總科。過往砂蛤總科只包括砂蛤科一個科，但後來怪蛤屬從砂蛤科獨立出來成為怪蛤科，砂蛤總科之下變成包含不止一個科。

## 分類
根據WoRMS及Catalogue of Life，現時砂蛤總科包括以下各分類：
- 怪蛤科 Cetoconchidae Ridewood, 1903
  - 怪蛤屬 Cetoconcha Dall, 1886
- 砂蛤科 Poromyidae：有六個屬[6]
  - Cetomya Dall, 1889
  - Dermatomya Dall, 1889
  - Dilemma Leal, 2008
  - Liopistha Meek, 1864 †
  - Lissomya Krylova, 1997
  - 砂蛤屬 Poromya Forbes, 1844

然而，NCBI的砂蛤總科還包括杓蛤科及其下的四個屬：
- 杓蛤科 Cuspidariidae
  - 帚形蛤属 Cardiomya
  - 杓蛤屬 Cuspidaria
  - Halonympha屬
  - Myonera屬

此外，NCBI的砂蛤科還包括Tropidomya屬。

## 外部連結
- 維基物種上的相關：砂蛤總科
- Template:UBIO